# Globitermes sulphureus
Globitermes sulphureus là một loài mối là rất phổ biến ở miền Trung và miền Nam Việt Nam và cũng có mặt trong các khu vực khác của Đông Nam Á, bao gồm cả Malaysia. Chúng sinh sống trong tổ đất có thể cao đến 1,5 mét và có thể chứa hàng chục nghìn cá thể. Từ 5% và 10% dân số là mối lính có thể nhận ra chúng bởi bụng màu vàng và hai ngàm dưới lớn và cong. Mối lính của loài này cảm tử dưới hình thức tự hủy như một cơ chế tự vệ, chúng tự đoạn một túi keo lớn nằm ngay bên dưới lớp sừng. Chất lỏng màu vàng trong túi keo trở nên rất dính khi tiếp xúc với không khí, dính chặt kiến và những loài côn trùng khác khi chúng tấn công tổ mối.